# Пургатоли
„Пургатоли” је југословенски ТВ филм из 1977. године. Режирао га је Милан Јелић а сценарио је написао Љубиша Козомара.

## Улоге
| Глумац          | Улога |
| --------------- | ----- |
| Славко Симић    |       |
| Добрила Шокица  |       |
| Феђа Тапавички  |       |
| Давид Тасић     |       |
| Васа Вртипрашки |       |
| Велимир Животић |       |